# Mija
Mija je žensko osebno ime.

## Izvor imena
Ime Mija je različica ženskega osebnega imena Marija oziroma Mihaela.

## Pogostost imena
Po podatkih Statističnega urada Republike Slovenije je bilo na dan 31. decembra 2007 v Sloveniji število ženskih oseb z imenom Mija: 395.

## Osebni praznik
Osebe z imenom Mija lahko godujejo takrat kot osebe z imenom Marija oziroma Mihaela.